# Zoltán Lesi
Zoltán Lesi, ou Lesi Zoltán, né le 13 novembre 1982 à Gyula, est un poète, traducteur et programmateur hongrois.

## Publications
- Daphnis ketskéi, versek, Fiatal Írók Szövetsége, Bp., 2009
- Merül, versek, József Attila Kör, 2014
- Karton és Matild. A zombimentők, mesekönyv, Móra kiadó, 2017 (illustration : Lanczinger Mátyás)
- Magasugrás; Palimpszeszt Kulturális Alapítvány–Prae.hu, Bp., 2019
- In Frauenkleidung, mosaik edition, 2019, Autriche (graphisme : Ricardo Porthilho). Évoque le parcours de l'athlète intersexe Dora Ratjen.

## En français
- En habits de femme, éditions Hourra, 2022, France[1],[2].